# ロビン・ミルナー
アーサー・ジョン・ロビン・ゴレル・ミルナー（Arthur John Robin Gorell Milner FRS、1934年1月13日 - 2010年3月20日）は、英国の計算機科学者。通称はロビン・ミルナーまたはA・J・R・G・ミルナー。プリマスの近くに生まれ、ケンブリッジにて没す。

## 経歴
イングランド、プリマス近郊のヤームプトン (Yealmpton) で軍人一家に生まれる。1947年、奨学金を得てイートン・カレッジに入学。その後英国王立工兵隊に入隊し、少尉にまで昇進した。そしてキングス・カレッジ (ケンブリッジ大学)に入学し、1957年に卒業後、学校教師となったが、その後フェランティ社でプログラマとして働く。その後学界に転じ、シティ大学ロンドン、スウォンジー大学、スタンフォード大学などで勤務。1973年からはエディンバラ大学に移り、Laboratory for Foundations of Computer Science (LFCS) の創設に関わった。1995年、ケンブリッジ大学に戻りコンピュータ研究所所長に就任した。所長からは退いたが、その後も同研究所につとめていた。2009年より、SICSA (Scottish Informatics and Computer Science Alliance) のAdvanced Research Fellowと、パートタイムでエディンバラ大学の計算機科学科の学科長をつとめた。
2010年3月20日、ケンブリッジにて心筋梗塞で亡くなった。妻のルーシーはその少し前に亡くなっていた。

## 業績
ミルナーの計算機科学における主な業績は3つある。彼は初期の自動定理証明ツールとして LCF を開発した。LCF向けに彼が開発したプログラミング言語MLは、ポリモルフィックな型推論と例外処理を持つ世界初の言語であった。全く異なる分野として、ミルナーは並行システムを解析するための理論的フレームワーク Calculus of Communicating Systems (CCS) や後継のpi-calculus（π計算）を開発した。亡くなる直前まで、bigraphs、CCSやπ計算を含めたユビキタスコンピューティングの定式化などを研究していた。

## 受賞歴
- 1988年 - 王立協会フェロー[10]
- 1991年 - ACMチューリング賞
- 1994年 - ACMフェロー
- 2004年 - Royal Medal（Royal Society of Edinburgh）[11]
- 2008年 - 全米技術アカデミー外国人会員[12]

## 主な著作
- A Calculus of Communicating Systems, Robin Milner. Springer-Verlag (LNCS 92), 1980. ISBN 3-540-10235-3
- Communication and Concurrency, Robin Milner. Prentice Hall (International Series in Computer Science), 1989. ISBN 0-13-115007-3
- The Definition of Standard ML, Robin Milner, Mads Tofte, Robert Harper, MIT Press 1990
- The Definition of Standard ML (Revised), Robin Milner, Mads Tofte, Robert Harper, David MacQueen, MIT Press 1997. ISBN 0-262-63181-4
- Commentary on Standard ML, Robin Milner, Mads Tofte, MIT Press 1997. ISBN 0-262-63137-7
- Communicating and Mobile Systems: the Pi-Calculus, Robin Milner. Cambridge University Press, 1999. ISBN 0-521-65869-1
- The Space and Motion of Communicating Agents, Robin Milner, Cambridge University Press, 2009. ISBN 978-0-521-73833-0
- Publications by Robin Milner in DBLP